# Кипиани, Георгий
Георгий Кипиани (груз. გიორგი ყიფიანი; род. 12 августа 1978, Тбилиси) — грузинский футболист и футбольный тренер.

## Карьера

### В сборной
Играл за сборную Грузии в 1998—2001 годах.

### Тренерская
После завершения карьеры работал главным тренером в футбольном клубе «Сиони» в 2010—2011 годах.
В 2011—2012 годах работал помощником тренера в клубе «Зестафони» (победитель чемпионата страны).
В 2012—2013 годах работал главным тренером в футбольном клубе «Металлург» (Рустави).
С января 2014 года работал ассистентом тренера в израильском клубе «Хапоэль» (Ришон-ле-Цион). По совместительству с января 2014 года являлся главным тренером футбольной академии клуба «Хапоэль» (Ришон-ле-Цион).